# Helwijk
Helwijk is een dorp  met circa 900 inwoners in de gemeente Moerdijk in de Nederlandse provincie Noord-Brabant. 

## Toponymie
Helwijk is vernoemd naar de 17de-eeuwse hofstede Helwijk aan het eind van de Helsedijk. Het gebied bij deze hofstede wordt op oude kaarten aangeduid als 'de Hel'. Hieraan dankt waarschijnlijk ook het nabijgelegen Fort de Hel zijn naam.

## Geschiedenis
Helwijk ontstond in de loop der jaren rond de zeventiende-eeuwse hofstede Helwijk, nabij het in 1811 gestichte Fort de Hel. Lange tijd was het evenwel niet meer dan een buurschap. Dit veranderde in 1954, toen de gemeente Willemstad hier een heus dorp begon te bouwen. De bedoeling van deze nieuwe kern  op anderhalve km ten zuiden van het oude Willemstad was om uit te groeien tot de stad Oranjestad met ± 10.000 inwoners. Dit is echter nimmer gebeurd.
De keuze voor Helwijk vloeide voort uit de monumentale status van Willemstad: Men wilde deze stad niet uitbreiden binnen het schootsveld van deze vestingstad. Daarom kwam de nieuwbouw geïsoleerd van Willemstad te liggen.
Helwijk is sinds de gemeentelijke herindeling in 1997 een zelfstandige woonkern binnen de gemeente Moerdijk. Inwoners van Helwijk hebben, in samenwerking met de Gemeente Moerdijk, een dorpsplan opgesteld, dat in 2006 is verschenen.

## Natuur en landschap
Ten westen van Helwijk ligt het weidevogelgebied Sint Antoniegorzen met aansluitend het Fort Sabina Henrica uit 1809, tegenwoordig een vleermuizenverblijf. Ten westen daar weer van liggen de Volkeraksluizen en het Hellegat. Ten oosten van de kern liggen kreekrestanten die beheerd worden onder de naam Ruigenhil.

## Verenigingsleven
Helwijk heeft een belangrijke faciliteit : wijkgebouw De Blokhut. Speeltuinvereniging Kindervreugd neemt in Helwijk een belangrijke plaats in. Vanuit deze vereniging worden vele activiteiten georganiseerd voor verschillende doelgroepen. Een van de grote 'Blokhut-gebruikers' is tafeltennisvereniging Witac'89. De carnavalsnaam van Helwijk is Kiekendonk.

## Nabijgelegen kernen
Willemstad, Heijningen, Fijnaart